# Lars Bystøl
Lars Bystøl (Voss, 4 de diciembre de 1978) es un deportista noruego que compitió en salto en esquí. 
Participó en dos Juegos Olímpicos de Invierno, en los años 2002 y 2006, obteniendo tres medallas en Turín 2006, oro en el trampolín normal individual, bronce en el trampolín grande individual y bronce en el trampolín grande por equipos (junto con Bjørn Einar Romøren, Tommy Ingebrigtsen y Roar Ljøkelsøy).
Ganó dos medallas de bronce en el Campeonato Mundial de Esquí Nórdico, en los años 2003 y 2005.

## Palmarés internacional
| Juegos Olímpicos   | Juegos Olímpicos       | Juegos Olímpicos  | Juegos Olímpicos |
| Año                | Lugar                  | Medalla           | Prueba           |
| ------------------ | ---------------------- | ----------------- | ---------------- |
| 2006               | Turín (Italia)         | Medalla de oro    | TN individual    |
| 2006               | Turín (Italia)         | Medalla de bronce | TG individual    |
| 2006               | Turín (Italia)         | Medalla de bronce | TG por equipos   |
| Campeonato Mundial |                        |                   |                  |
| Año                | Lugar                  | Medalla           | Prueba           |
| 2003               | Val di Fiemme (Italia) | Medalla de bronce | TG por equipos   |
| 2005               | Oberstdorf (Alemania)  | Medalla de bronce | TG por equipos   |